# Högasand
Högasand este o arie protejată (arie specială de conservare — SAC, sit de importanță comunitară — SCI) din Suedia întinsă pe o suprafață de 26,8 ha, integral pe uscat.

## Localizare
Centrul sitului Högasand este situat la coordonatele 56°16′24″N 16°01′19″E / 56.2732°N 16.0219°E.

## Înființare
Situl Högasand a fost declarat sit de importanță comunitară în ianuarie 1997 pentru a proteja un număr necunoscut de specii din flora spontană și fauna sălbatică aflate în arealul zonei. Situl a fost protejat și ca arie specială de conservare în martie 2011.

## Biodiversitate
Situată în ecoregiunea boreală, aria protejată conține 3 habitate naturale: Păduri acidofile de stejar bătrân cu Quercus robur pe câmpii nisipoase, Vegetație psamofilă uscată cu pășuni deschise de Corynephorus și Agrostis, Dune împădurite din regiunile atlantică, continentală și boreală.
La baza desemnării sitului se află un număr nedeclarat de specii protejate.